# 193 a.C.
Il 193 a.C. (CXCIII a.C. in numeri romani) è un anno  del II secolo a.C.